# Nelly Rapp - En gastkramande jul
Nelly Rapp – En gastkramande jul sändes 2009 som SR:s julkalender, och är baserad på Martin Widmarks böcker om Nelly Rapp.

## Handling
Monsteragenten Nelly Rapp och hennes hund London skall fira jul på Monsterakademin. Men någon busar och förstör julförberedelserna, och vad som hörs är ett mystiskt fnissande. De ger sig ut i trollskogen, de träffar Tomten, Trollet, Häxan och Bergakungen, och Nelly får visa att hon är både modig och smart.
Det är hos sin farbror Hannibal som skall fira julen, och det är Lena-Sleva som berättar att någon som försöker sabotera julen. Han stjäl till exempel allt matsilver och skickar elaka brev till Hannibal och Lena-Sleva.

## Medverkande
- Katja Levander – Nelly Rapp
- Michael Segerström – London
- Gunilla Röör – Lena-Sleva / ingenjören
- Claes Månsson – Hannibal / tomten / Bergakungen
- Cecilia Frode – häxan / Ellen Berg
- Håkan Jäder – julgasten
- Sten Ljunggren – jultomten Klas
- Leif Andrée – trollet
- Martin Widmark – busschaufför
- Bengt-Åke Rundqvist – jätten Ulf
- Linus Thorell – Robert Steen
- Magnus Frykberg – Näcken
- Julie-Fahlen Gustafsson – knytt
- Kajsa Widmark – älva
- Ella Fahlén – älva
- Vera Stöhr Thorel – älva

## Papperskalender

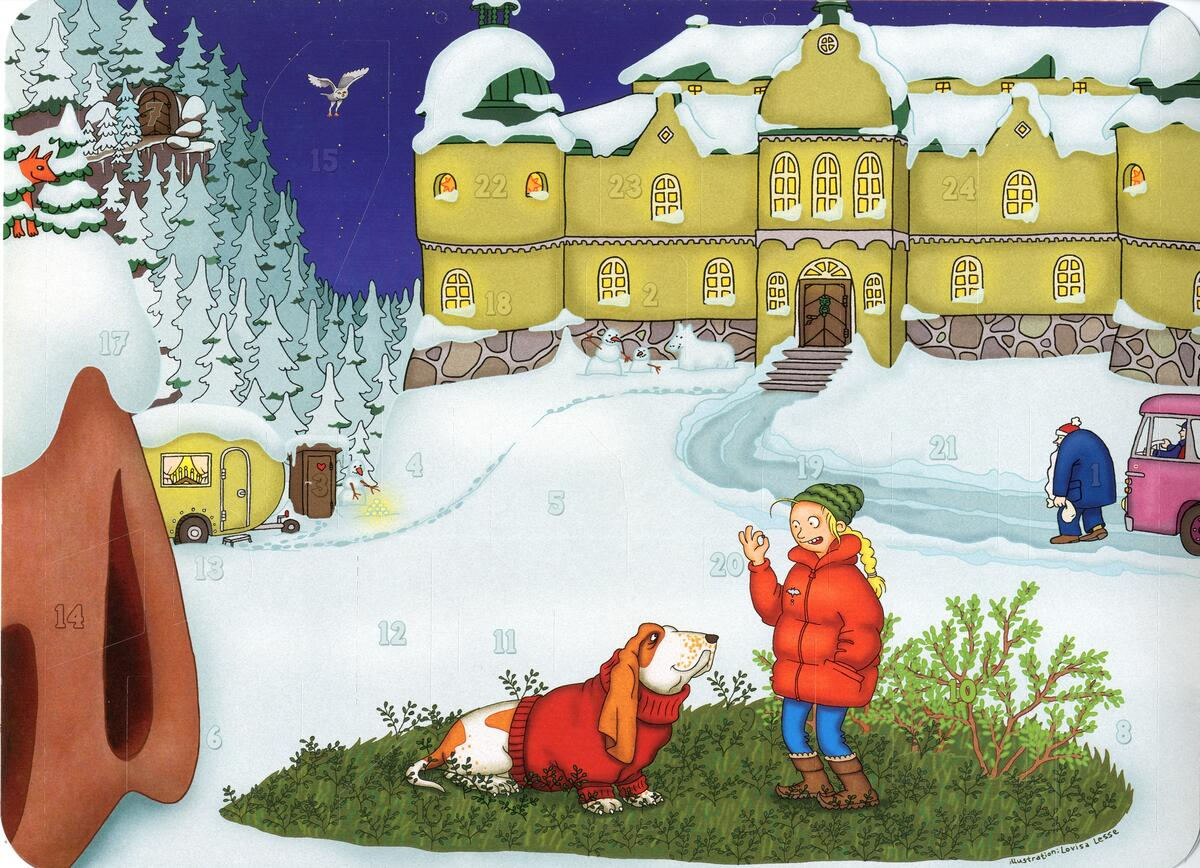
Papperskalendern

Årets papperskalender ritades av Lovisa Lesse och föreställer Nelly Rapp med sin hund på en snöomgiven gräsplätt framför en herrgård.

### Fotnoter
1. ↑  ”Nelly Rapp en gastkramande jul”. Svensk mediedatabas. 26 februari 2009. http://smdb.kb.se/catalog/search?q=Nelly+Rapp+en+gastkramande+jul+typ%3Aradio&sort=OLDEST. Läst 5 april 2011.
2. ↑  ”Martin Widmark skriver årets julkalender i SR”. Sveriges radio. 15 april 2009. http://sverigesradio.se/sida/gruppsida.aspx?programid=2938&grupp=21081&artikel=2767719. Läst 3 december 2015.
3. ↑  ”Jultradition”. Arkiverad från originalet den 13 augusti 2010. https://web.archive.org/web/20100813005000/http://www.jultradition.se/radio.htm. Läst 1 april 2011.